# Médaille Wilhelm-Leuschner
La médaille Wilhelm Leuschner est la plus haute distinction du Land de Hesse.  Elle est créée en 1964 par le ministre-président de Hesse, Georg August Zinn, à l'occasion du vingtième anniversaire de la mort de Wilhelm Leuschner.

## Description
Les premiers mots du décret indiquent : « En signe que nous voulons honorer et accroître l'héritage politique de Leuschner, l'héritage politique que nous ont laissé les victimes du 20 juillet, je fais don de la médaille Wilhelm Leuschner à l'occasion du 20e anniversaire de sa mort. » Wilhelm Leuschner est un homme politique allemand, qui a participé au complot du 20 juillet 1944 destiné à renverser le régime nazi. Il est condamné à mort après l'échec du coup d'État. Le 29 septembre 1944, il est exécuté par pendaison dans la prison de Berlin-Plötzensee.
La médaille est destinée à récompenser les personnes qui, dans l'esprit de Wilhelm Leuschner, ont apporté une contribution exceptionnelle à la société démocratique et à ses institutions. Le décret a été modifié en 2008. Depuis lors, la médaille peut également être décernée « en reconnaissance de l'engagement pour la liberté, la démocratie et la justice sociale ».

## Médaille
La médaille frappée en argent mesure 55 mm de diamètre et 2,5 mm d'épaisseur. À l'avers, elle montre l'effigie de Wilhelm Leuschner tournée vers la droite avec l'inscription « WILHELM LEUSCHNER ». Au revers l'animal héraldique hessois, un lion couronné, avec l'inscription « FÜR VERDIENSTE UM DAS LAND HESSEN ». La médaille Wilhelm Leuschner n'est pas destinée à être portée. La médaille a été conçue par Hans Mettel, ancien directeur de l'École Städel de Francfort-sur-le-Main.

## Pratiques de remise de la médaille
Le président du parlement de l'État de Hesse et les membres du gouvernement de l'État sont principalement habilités à proposer la médaille.
La première remise de médaille a eu lieu le 31 décembre 1965. Le premier récipiendaire est Heinrich Zinnkann, ministre de Hesse.